# 赤勒格儿·孛阔
赤勒格儿·孛阔（?—?），12世纪蒙古草原篾儿乞惕部人，兀都亦惕·篾儿乞惕部首领脱黑脱阿·别乞、也客·赤列都的弟弟。
也速该抢来赤列都未婚妻诃额仑夫人，生下成吉思汗铁木真。后来，篾儿乞惕部为了报赤列都之仇，三姓篾儿乞惕的首领兀都亦惕·篾儿乞惕部的脱黑脱阿·别乞，兀洼思·篾儿乞惕部的答亦儿·兀孙、合阿惕·篾儿乞惕部的合阿台·答儿麻剌率领三百人抢来铁木真的妻子孛儿帖，交给赤列都的弟弟赤勒格儿·孛阔收娶为妻，收娶了后，就同住在一起。
赤勒格儿·孛阔自惭形秽说：“乌鸦只有吃残皮的命竟想吃鸿雁、仙鹤；我这相貌丑陋的赤勒格儿，竟侵犯了尊贵的夫人！这就给全体篾儿乞惕人带来灾祸，这灾祸将落到我这恶劣下民赤勒格儿的黑头上！想逃我独自的性命，钻进黑暗的山缝里，但谁来保护我呢？只有吃野鼠命的无能只鸟，竟想吃天鹅、仙鹤；我这衣衫褴褛的赤勒格儿，竟收娶了有洪福的夫人！这灾祸将落到我这肮脏小人赤勒格儿的枯干头颅上！想逃我羊粪般的性命，钻进黑暗的山缝里，但谁的院子容得我这羊粪般的性命呢？”说罢，就逃命去了。蒙古人有成吉思汗长子术赤就是赤勒格儿的亲生儿子传说。

## 資料來源
- 余大钧译注《蒙古秘史》